# کبیر (داغستان)
کبیر (روسی: Кабир) روستایی در روسیه است.